# ペーダー・セヴェリン・クロイヤー
ペーダー・セヴェリン・クロイヤー（Peder Severin Krøyer [ˈpʰe̝ːðɐ ˈse̝vəˌʁiˀn ˈkʰʁʌjˀɐ]、1851年7月23日 - 1909年11月21日）はデンマークの画家である。デンマーク最北端の町スケーエンに集まった画家たち、「スケーエン派」の代表的画家である。自然光線による風景を描いた外光派にも分類される。

## 略歴
現在のノルウェーのスタヴァンゲルで生まれた。デンマークの動物学者、ヘンリク・ニコライ・クロイヤーと結婚した伯母に育てられ、コペンハーゲンで育った。幼い頃から芸術的才能を示し、14歳からデンマーク王立芸術アカデミー(Kongelige Danske Kunstakademi)で学んだ。1871年にシャルロッテンボー宮殿の展覧会に友人の肖像画を出品し、画壇に公式にデビューした。1877年から1881年の間、コペンハーゲンのパトロン、ヒルシュスプルング(Heinrich Hirschsprung)の支援で、パリ、スペイン、イタリアを旅し、パリではレオン・ボナのもとで学ぶが、クロード・モネらの印象派の影響を受けたとされる。
クロイヤーは1844年にデンマーク最北端の漁業の町、スケーエン(Skagen)をはじめて訪れ、その自然とそこに働く人々の姿に感銘を受け、その後毎年訪れるようになった。1889年に画家のマリー・トリープケ(Marie Triepcke)と結婚し、妻の肖像はクロイヤーの多く描いた題材となった。1895年にスケーエンに住まいを建てた。

クロイヤーの作品はスケーエン美術館に収められている。

## クロイヤーの作品

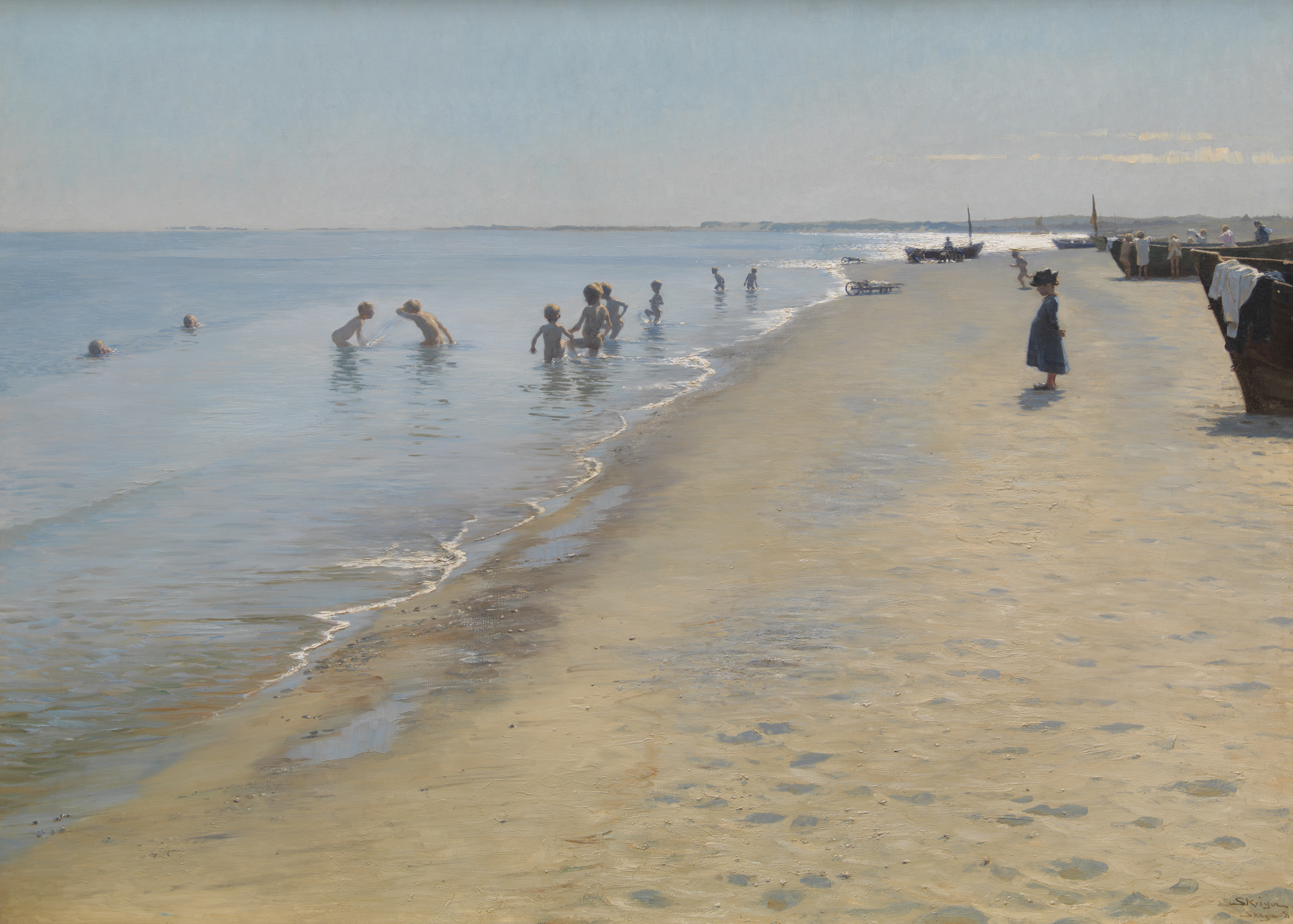
スケーエンの夏の日
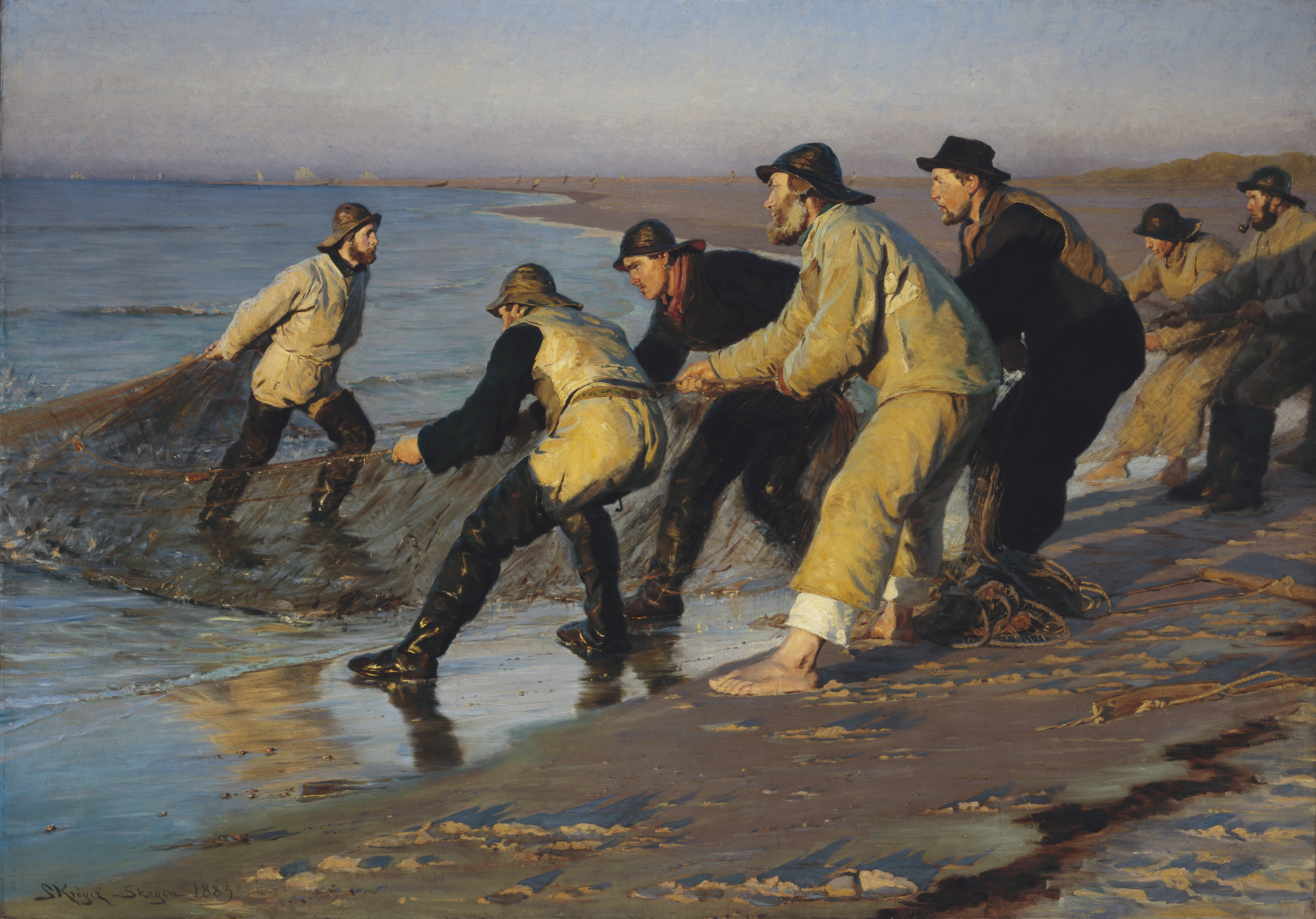
網を引く漁師たち
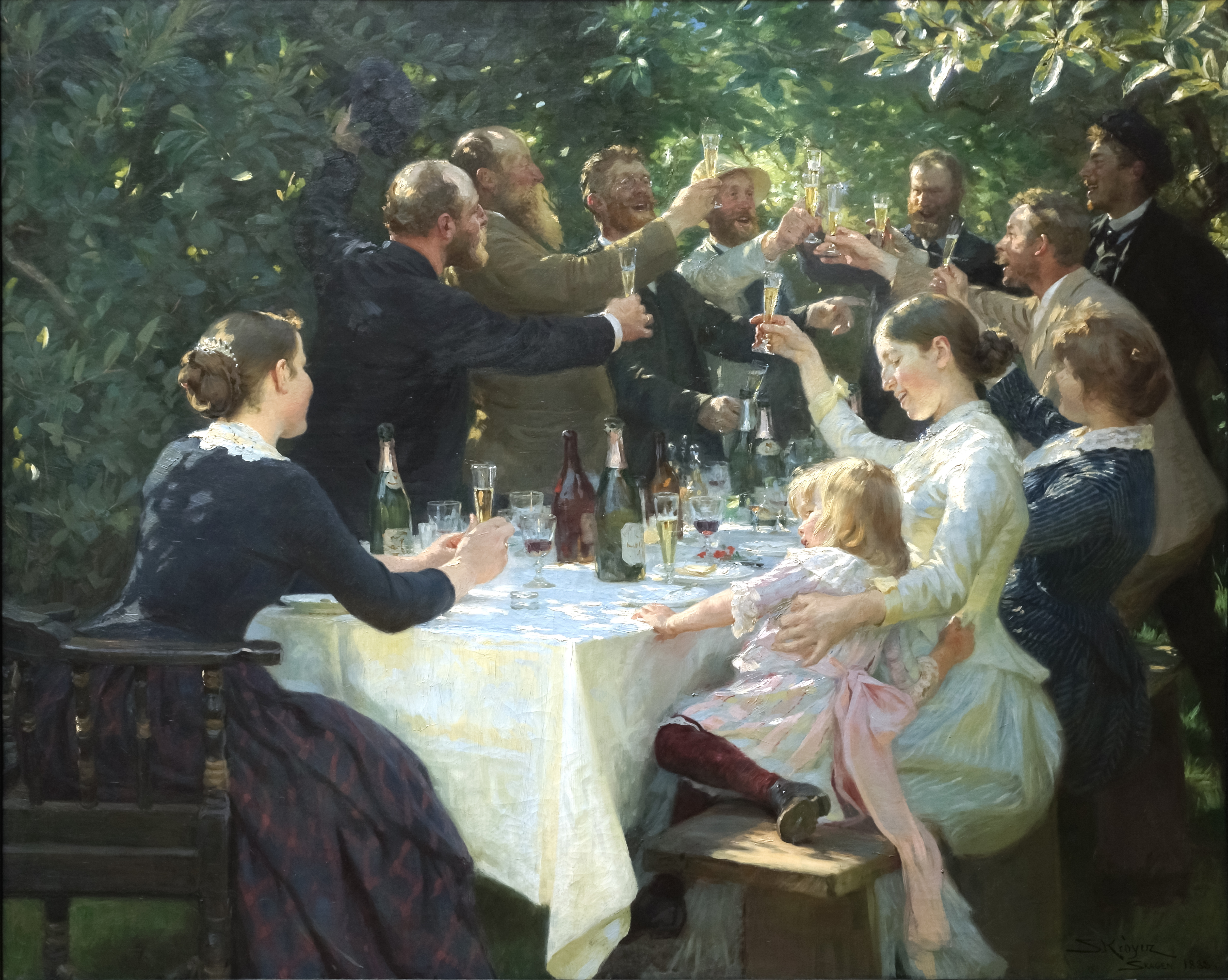
スケーエンの美術祭の乾杯
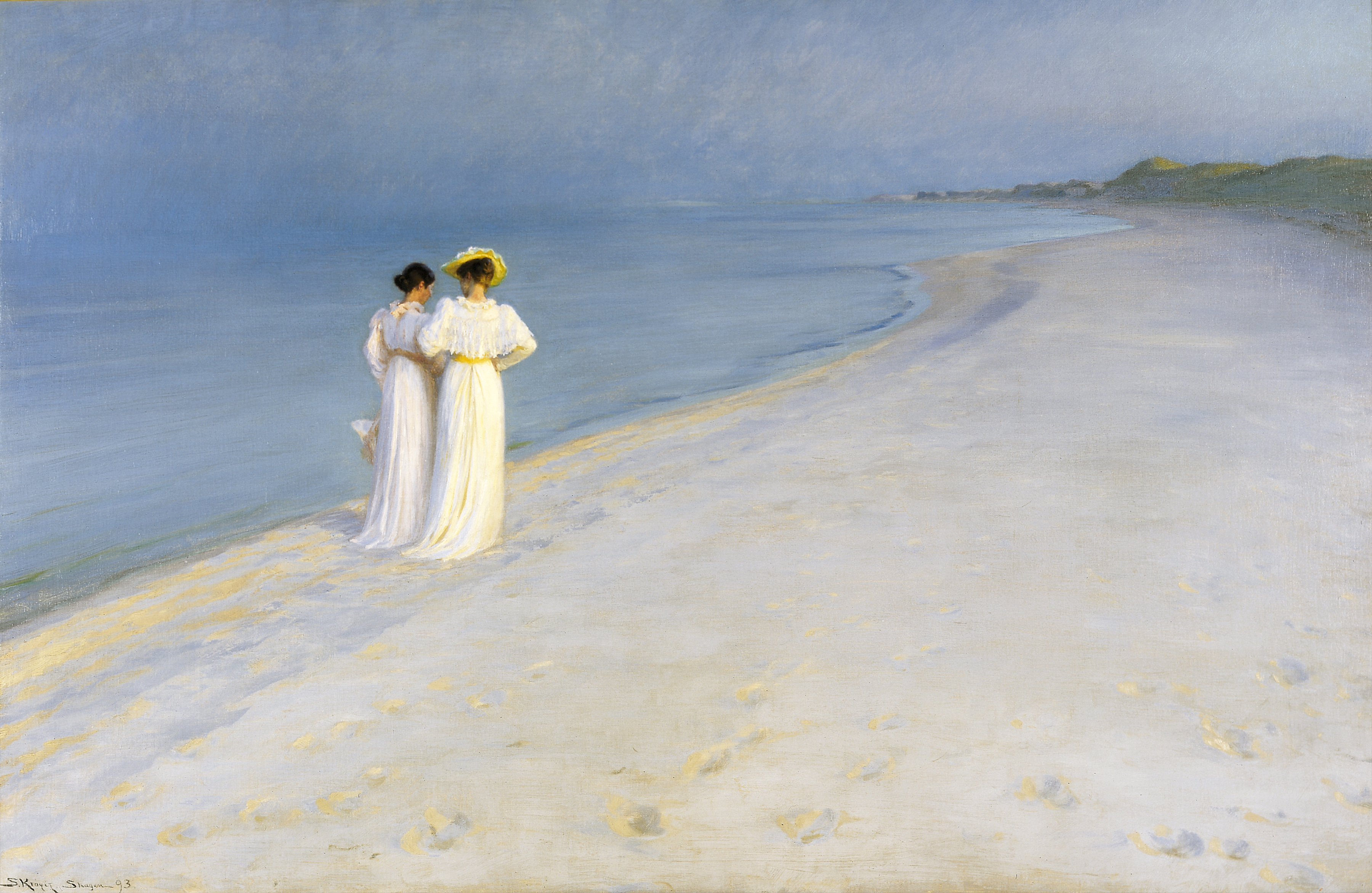
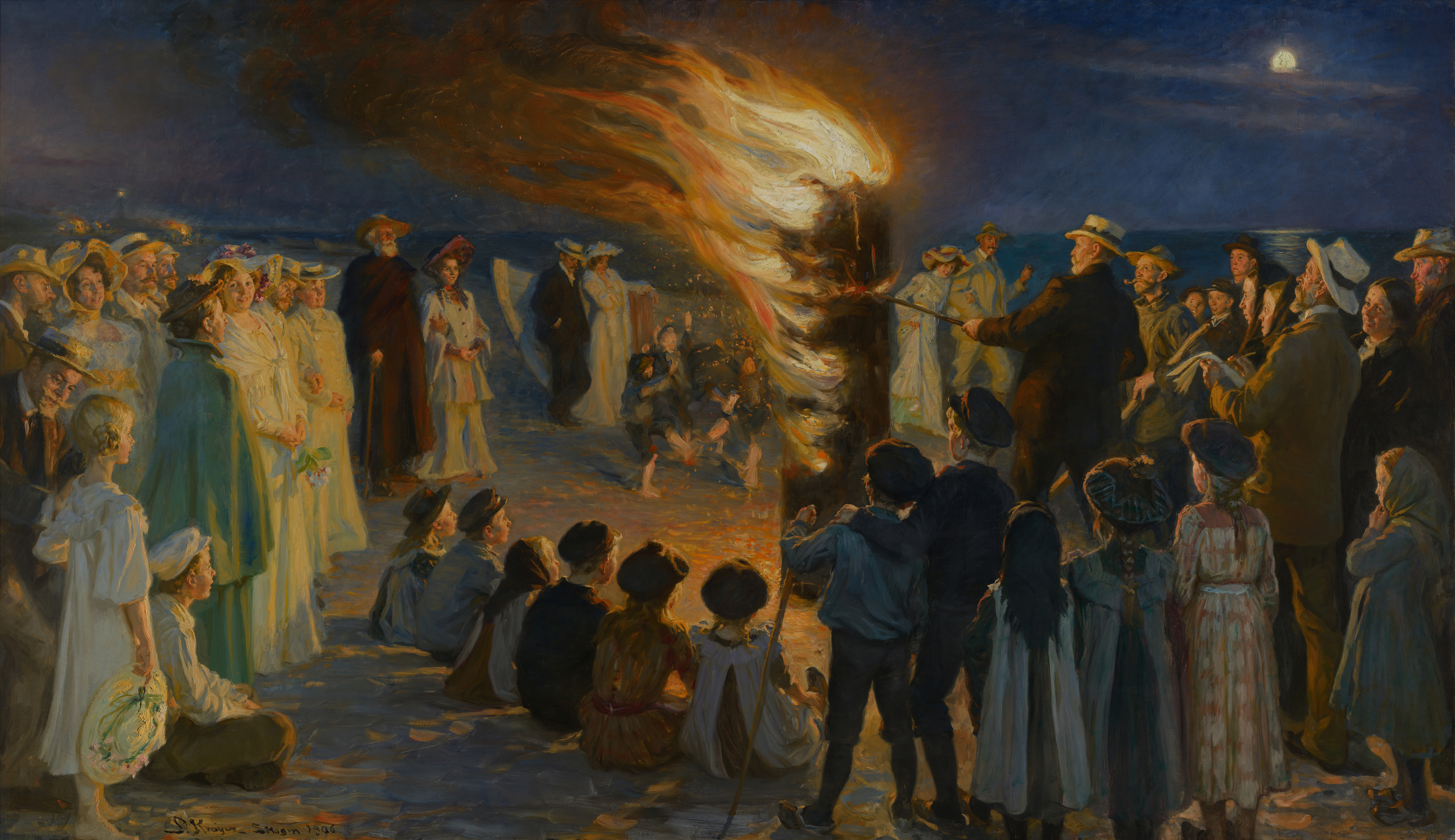
スケーエン海岸の夏の夜のかがり火
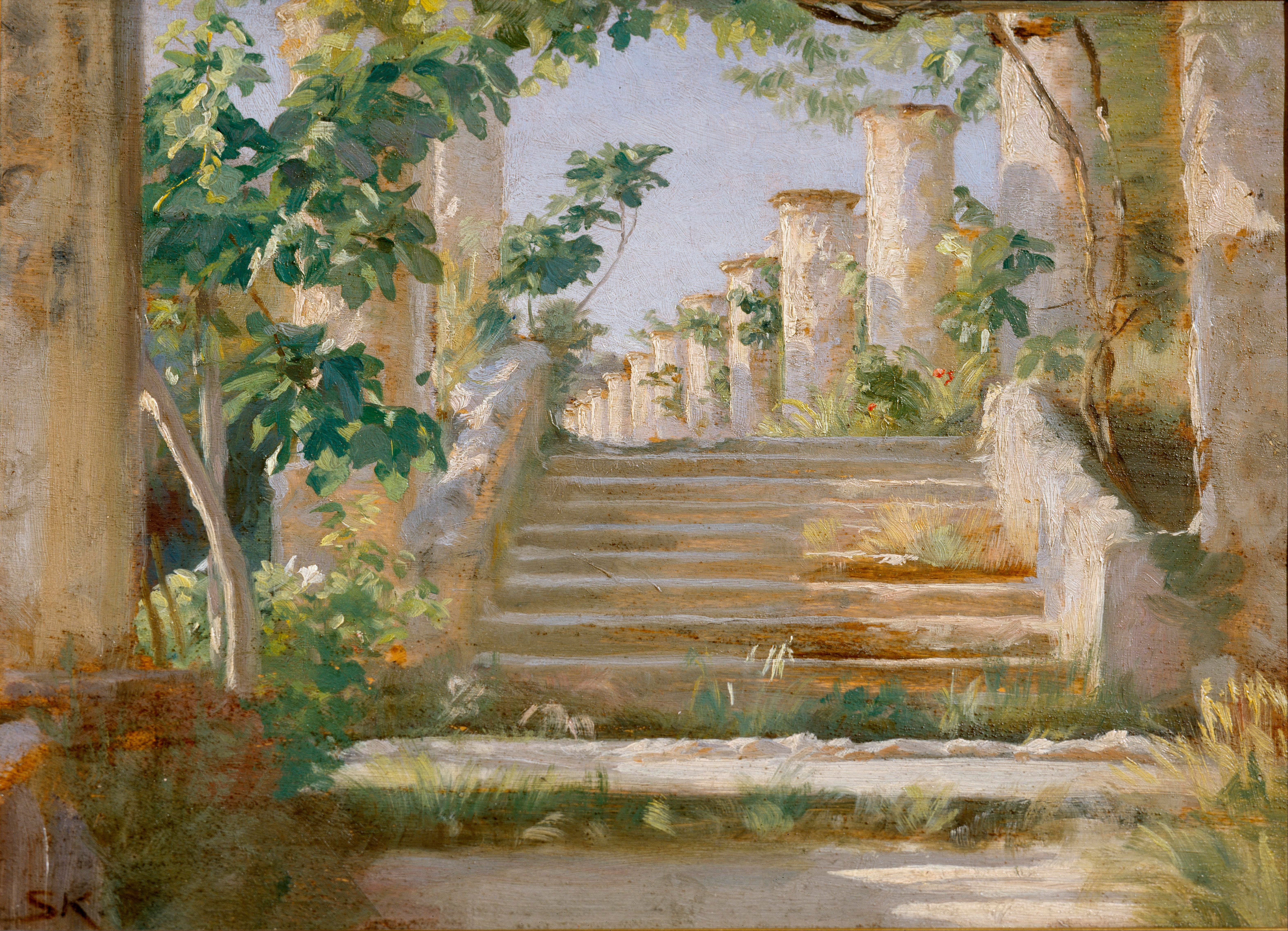
ラヴェッロのロッジア
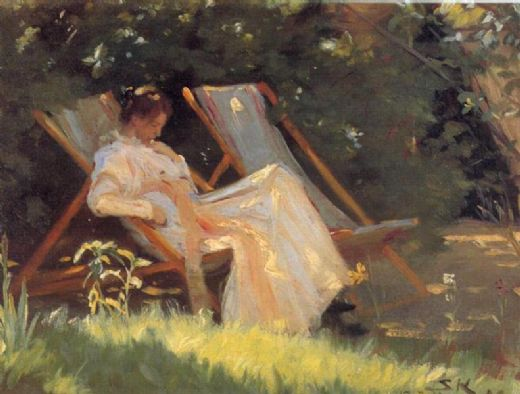
デッキチェアで読書するマリー・クロイヤー
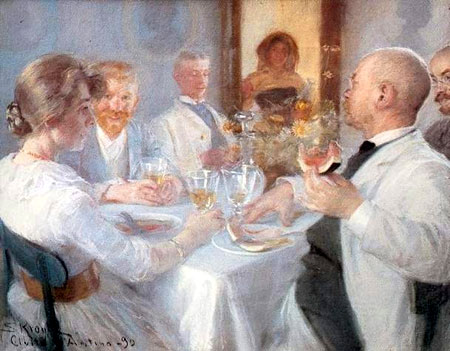
チヴィタ・ダンティノのランチ
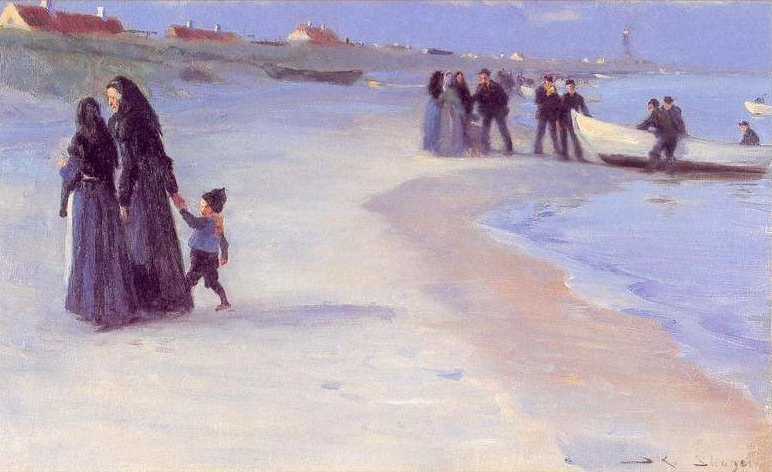
海岸の白いボート
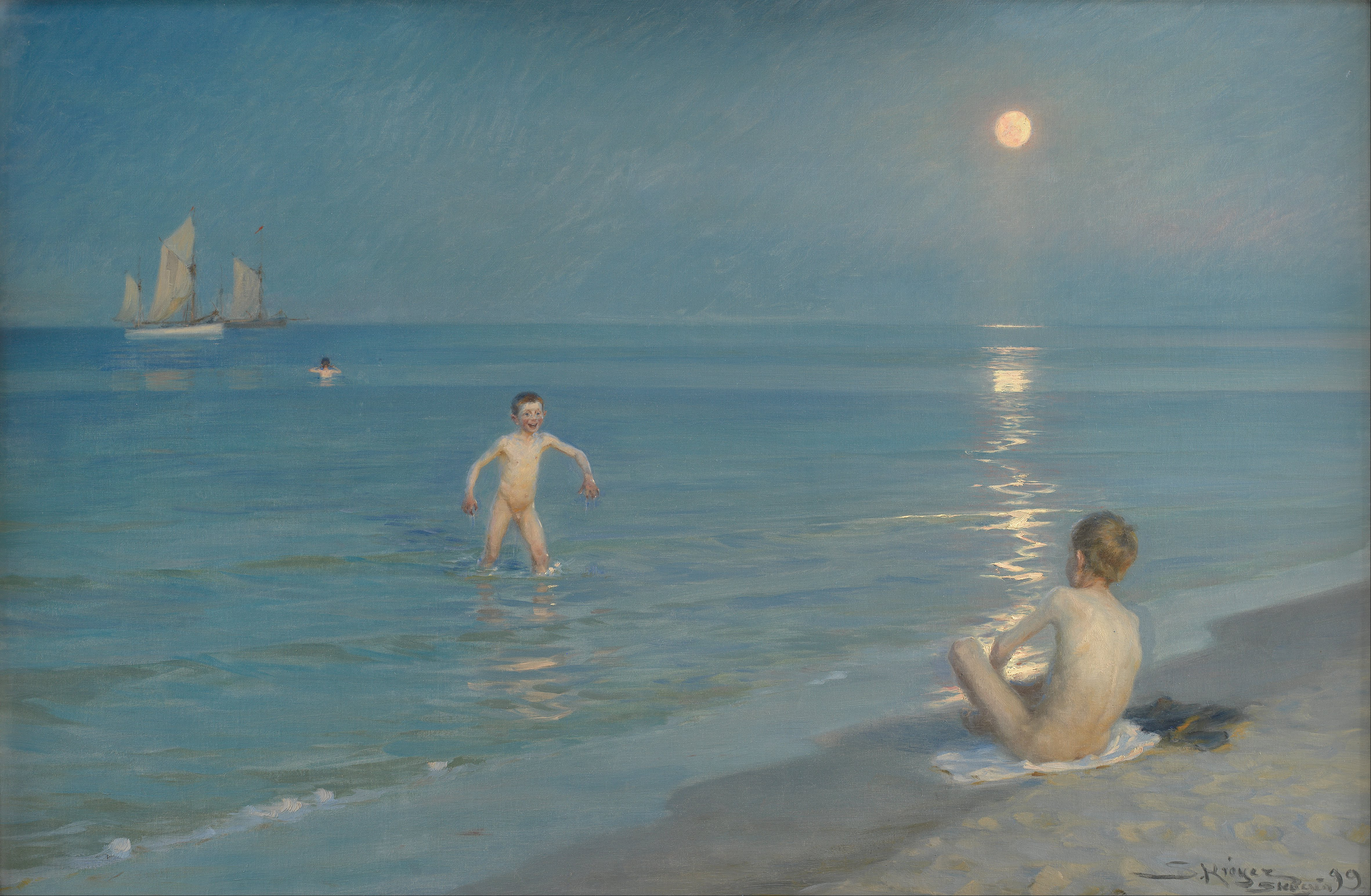